# قشلاق أوتش قوي حاج حسن شايقي (مقاطعة بيله سوار)
قشلاق أوتش قوي حاج حسن شايقي (بالفارسية: قشلاق اوچ قوی حاج حسن شایقی) هي منطقة سكنية تقع في إيران في أردبيل. يقدر عدد سكانها بـ 117 نسمة .